# Шершенецька сільська рада
Шершене́цька сільська́ ра́да — адміністративно-територіальна одиниця та орган місцевого самоврядування в Кодимському районі Одеської області. Адміністративний центр — село Шершенці.

## Загальні відомості
- Територія ради: 56,37 км²
- Населення ради: 1 555 осіб (станом на 2001 рік)
- Територією ради протікає річка Білочка

## Населені пункти
Сільській раді підпорядковані населені пункти:
- с. Шершенці

## Населення
Згідно з переписом УРСР 1989 року чисельність наявного населення сільської ради становила 1721 особа, з яких 716 чоловіків та 1005 жінок.
За переписом населення України 2001 року в сільській раді мешкали 1543 особи.

### Мова
Розподіл населення за рідною мовою за даними перепису 2001 року:
| Мова       | Відсоток |
| ---------- | -------- |
| українська | 96,33 %  |
| російська  | 2,51 %   |
| молдовська | 1,16 %   |

## Склад ради
Рада складається з 16 депутатів та голови.
- Голова ради: Продан Олександр Мефодійович
- Секретар ради: Кондрачук Валентина Григорівна

### Керівний склад попередніх скликань
| Прізвище, ім'я, по батькові  | Основні відомості                                                 | Дата обрання | Дата звільнення |
| ---------------------------- | ----------------------------------------------------------------- | ------------ | --------------- |
| Продан Олександр Мефодійович | Сільський голова, 1955 року народження, освіта вища, безпартійний | 26.03.2006   | 31.10.2010      |
| Продан Олександр Мефодійович | Сільський голова, 1955 року народження, освіта вища, безпартійний | 31.10.2010   |                 |

Примітка: таблиця складена за даними сайту Верховної Ради України

### Депутати
За результатами місцевих виборів 2010 року депутатами ради стали:

#### За суб'єктами висування
| Суб'єкт висування                                       | Кількість обраних депутатів | %    |
| ------------------------------------------------------- | --------------------------- | ---- |
| Партія регіонів                                         | 12                          | 75   |
| Народна партія                                          | 2                           | 12,5 |
| Політична партія Всеукраїнське об'єднання «Батьківщина» | 2                           | 12,5 |

#### За округами
| № округу                                                | Прізвище, ім'я, по батькові        | Дата визнання обраним | Освіта  | Партійна приналежність                        | Відомості про обраного депутата                       |
| ------------------------------------------------------- | ---------------------------------- | --------------------- | ------- | --------------------------------------------- | ----------------------------------------------------- |
| Народна Партія                                          |                                    |                       |         |                                               |                                                       |
| 5                                                       | Желізняк Тетяна Миколаївна         | 05.11.2010            | середня | член Народної партії                          | Шершенецька ветдільниця, завідувач                    |
| 8                                                       | Жабокрицький Андрій Дмитрович      | 05.11.2010            | середня | член Народної партії                          | Шершенецька ветеринарна дільниця, ветсанітар          |
| Партія регіонів                                         |                                    |                       |         |                                               |                                                       |
| 1                                                       | Чегурко Тетяна Михайлівна          | 05.11.2010            | вища    | позапартійна                                  | тимчасово не працює                                   |
| 2                                                       | Малінковський Анатолій Васильович  | 05.11.2010            | вища    | член Партії регіонів                          | Кодимський цех зв'язку, Укртелеком, зв'язківець       |
| 6                                                       | Мала Валентина Миколаївна          | 05.11.2010            | вища    | член Партії регіонів                          | Шершенецька дільнича лікарняна амбулаторія, медсестра |
| 7                                                       | Баркар Валентин Степанович         | 05.11.2010            | вища    | позапартійний                                 | СТОВ «Маяк», робітник                                 |
| 9                                                       | Чегурко Петро Якович               | 05.11.2010            | вища    | член Партії регіонів                          | пенсіонер                                             |
| 10                                                      | Малінковський Олександр Васильович | 05.11.2010            | середня | член Партії регіонів                          | пенсіонер                                             |
| 11                                                      | Кіпер Людмила Сергіївна            | 05.11.2010            | вища    | позапартійна                                  | Шершенецька дільнича лікарняна амбулаторія, медсестра |
| 12                                                      | Лужанська Любов Миколаївна         | 05.11.2010            | вища    | член Партії регіонів                          | аптека, завідувач                                     |
| 13                                                      | Чегурко Віктор Михайлович          | 05.11.2010            | середня | член Партії регіонів                          | СТОВ «Терра», бригадир                                |
| 14                                                      | Дем'янов Анатолій Васильович       | 05.11.2010            | вища    | член Партії регіонів                          | СТОВ «Маяк», робітник                                 |
| 15                                                      | Лунгур Іван Васильович             | 05.11.2010            | середня | член Партії регіонів                          | СТОВ «Маяк», водій                                    |
| 16                                                      | Кондрачук Валентина Григорівна     | 05.11.2010            | вища    | член Партії регіонів                          | Шершенецька сільська рада, секретар                   |
| Політична партія Всеукраїнське об'єднання «Батьківщина» |                                    |                       |         |                                               |                                                       |
| 3                                                       | Байрак Петро Васильович            | 05.11.2010            | вища    | член Всеукраїнського об'єднання «Батьківщина» | Шершенецький будинок культури, художній керівник      |
| 4                                                       | Олей Микола Іванович               | 05.11.2010            | вища    | член Всеукраїнського об'єднання «Батьківщина» | Шершенецька прикордонна застава, кочегар              |